# Luis Eduardo Hicks
Luis Eduardo Hicks Castillo (Puerto Natales, Magallanes, Chile, 27 de noviembre de 1977) es un entrenador y exfutbolista chileno que se desempeñó como defensor destacándose en clubes de Chile, Indonesia y Singapur.
Hicks debutó en Provincial Osorno en el 1997, luego emigró a Rangers en 2001 y al año siguiente se integró a las filas de Unión Española.
En 2003 comenzó un peregrinar por el fútbol del sudeste asiático, principalmente en Indonesia y Singapur.
En enero de 2010 el programa Voy y Vuelvo, transmite un capítulo dedicado a Luis en que se muestra su vida más íntima y profesional lejos de Chile.

## Clubes
| Club                 | País      | Año       |
| -------------------- | --------- | --------- |
| Provincial Osorno    | Chile     | 1997-2000 |
| Rangers              | Chile     | 2001      |
| Unión Española       | Chile     | 2002      |
| PSMS Medan           | Indonesia | 2003-2006 |
| Medan Jaya           | Indonesia | 2006-2007 |
| Persikabo Bogor      | Indonesia | 2007      |
| Sengkang Punggol     | Singapur  | 2008      |
| Woodlands Wellington | Singapur  | 2009-2011 |
| Medan Chiefs         | Indonesia | 2011-2012 |

## Palmarés

#### Títulos nacionales
| Título              | Club       | País      | Año  |
| ------------------- | ---------- | --------- | ---- |
| Piala Emas Bang Yos | PSMS Medan | Indonesia | 2005 |